# Sigara fossarum
Sigara fossarum är en insektsart som först beskrevs av Leach 1817. Sigara fossarum ingår i släktet Sigara, och familjen buksimmare. Arten är reproducerande i Sverige.